# Polanka Horyniecka (wieś)
Polanka Horyniecka (do 10 lipca 1948 Deutschbach, w latach 1977–1981 Polanka) – wieś w Polsce położona w województwie podkarpackim, w powiecie lubaczowskim, w gminie Horyniec-Zdrój.
W latach 1975–1998 miejscowość położona była w województwie przemyskim.
Wierni Kościoła rzymskokatolickiego należą do parafii Nawiedzenia Najświętszej Maryi Panny w Nowym Bruśnie.

## Geografia
Wioska położona jest po prawej stronie doliny Brusienki, nieco powyżej Nowego Brusna, u podnóża wału Roztocza.

## Historia
Pierwotnie wieś nosiła nazwę Deutschbach (Niemiecki Potok). Została założona na gruntach Brusna w 1785 roku, w ramach zainicjowanej przez cesarza Józefa II akcji osadnictwa niemieckiego w Galicji, tzw. kolonizacji józefińskiej.
W 1783 roku założono na terenie dóbr lubaczowskich dziewięć kolonii, w 1785 powstała dziesiąta, czyli Deutschbach, gdzie przybyło 18 rodzin (83 osoby), głównie wyznawców kalwinizmu. Koloniści byli zwalniani z opłat oraz otrzymywali za darmo materiały na budowę domów. Według planów cesarza, kolonie miały być pod każdym względem wzorem dla ludności tubylczej. Miały inspirować rozwiązaniami miejscowych, harmonijnym układem przestrzennym, estetyką, funkcjonalnością i solidnością zabudowań gospodarczych i mieszkalnych, nowatorskimi rozwiązaniami infrastruktury drogowej, sanitarnej oraz melioracyjnej. Dzięki mapom katastralnym z połowy XIX wieku, można dojrzeć takie rozwiązania zastosowane w Deutschbach. Domy były murowane z kamienia, od południa sady i ogrody, od północy zabudowania gospodarcze i pola uprawne. Koloniści przywieźli ze sobą też nowe narzędzia rolnicze i nowoczesne sposoby uprawiania roli.
Lokalna społeczność należała do parafii protestanckiej ze zborem w Reichau (Podlesie), dopiero w 1857 roku utworzono w Deutschbach filię. W niemieckich koloniach od razu cmentarze lokowano z dala od wsi, żeby nie stwarzały zagrożenia epidemiologicznego. Zapewne uzgodniono z proboszczem z cerkwi w Nowym Bruśnie, by utworzyć wspólny cmentarz, który dzieliła na pół aleja. Zachodnia część została przeznaczona dla protestantów, wschodnia dla grekokatolików.
W 1905 roku wszyscy mieszkańcy Deutschbach podjęli decyzję, by wystawić swoje gospodarstwa na licytację i wyjechać na kolonie pod Poznaniem. Gospodarstwa wykupili głównie mieszkańcy z okolic Kolbuszowej, wśród nich była jedna rodzina niemiecka, Birnbachowie, którzy szybko się spolonizowali. Ponieważ w kolonii mieszkali w większości Polacy, chciano zmienić nazwę wsi na "Posada Kościuszkowska". Dwa lata później lokalne władze pozwoliły na zmianę nazwy, postanowiono skrócić nazwę do "Kościuszkowo". Niestety władze krajowe nie wydały zgody na zmianę. Dopiero 25 listopada 1938 roku nazwę wsi zmieniono na obecną[2].
Obecna Polanka Horyniecka obejmuje tereny dawnej kolonii Deutschbach, jest to wąski klin wycięty z terenu Nowego Brusna i osady na terenie obrębu geodezyjnego po dawnej wsi Stare Brusno, która znajduje się 3 km na północny zachód od wsi. Istniał tam dawniej folwark Stare Brusno, należący do majątku Ponińskich w Horyńcu. Po wojnie powstało tu Państwowe Gospodarstwo Rolne Polanka, po jego likwidacji w 1989 r. nabyte przez Przedsiębiorstwo Rolno-Handlowe "Amigo", które prowadziło tu stadninę koni. Od 1998 r. właścicielem obiektu jest spółka agroturystyczna "Polanka", prowadząca nadal stadninę koni oraz bazę noclegową. W rejonie byłego folwarku, na terenie Nowego Brusna, pozostał z dawnych czasów staw, kapliczka nad źródłami Brusienki z 1806 roku, kamienny krzyż przydrożny z 1885 roku, sztucznie utworzony wodospad przy ruinach młyna wodnego.
W okolicy wsi, na terenie Nowego Brusna, znajdują się garby Roztocza sięgające wysokości 350–360 m n.p.m. i rozległe lasy. Na północ od wsi wznosi się wśród pól zalesione ostańcowe wzgórze Hrebcianka (330,6 m n.p.m.), w rejonie którego znajduje się kilka radzieckich schronów bojowych z 1941 r. i resztki rowów przeciwczołgowych.
Interesujące przyrodniczo i geologicznie jest wzgórze Brusno położone dwa kilometry od wsi (364,8 m n.p.m.), znajdują się tam kamieniołomy, z których bruśnieńscy kamieniarze pozyskiwali surowiec. Występują tu m.in. duże złoża wapieni litotamniowych z dolnej fazy tortonu, eksploatowane co najmniej od kilku stuleci.
Po wysiedleniu z sąsiedniego Brusna ludności ukraińskiej w ramach Akcji Wisła, w Polance osiadło dwóch kamieniarzy – Michaił Lubycki i Dymitr Podgórecki. Zmarli niedługo po wojnie. Odtąd kamieniarstwo zaczęło zanikać. Ostatnimi, znanymi z nazwiska kamieniarzami, tworzącymi jeszcze w latach 60. XX wieku byli Adam Birnbach i Mieczysław Zaborniak.